# (48480) Falk
(48480) Falk est un astéroïde de la ceinture principale.

## Description
(48480) Falk est un astéroïde de la ceinture principale. Il fut découvert le 28 décembre 1991 à Tautenburg par Freimut Börngen. Il présente une orbite caractérisée par un demi-grand axe de 3,18 UA, une excentricité de 0,17 et une inclinaison de 8,5° par rapport à l'écliptique.

## Compléments